# Viszló
Viszló is een plaats (község) en gemeente in het Hongaarse comitaat Borsod-Abaúj-Zemplén. Viszló telt 101 inwoners (2001).

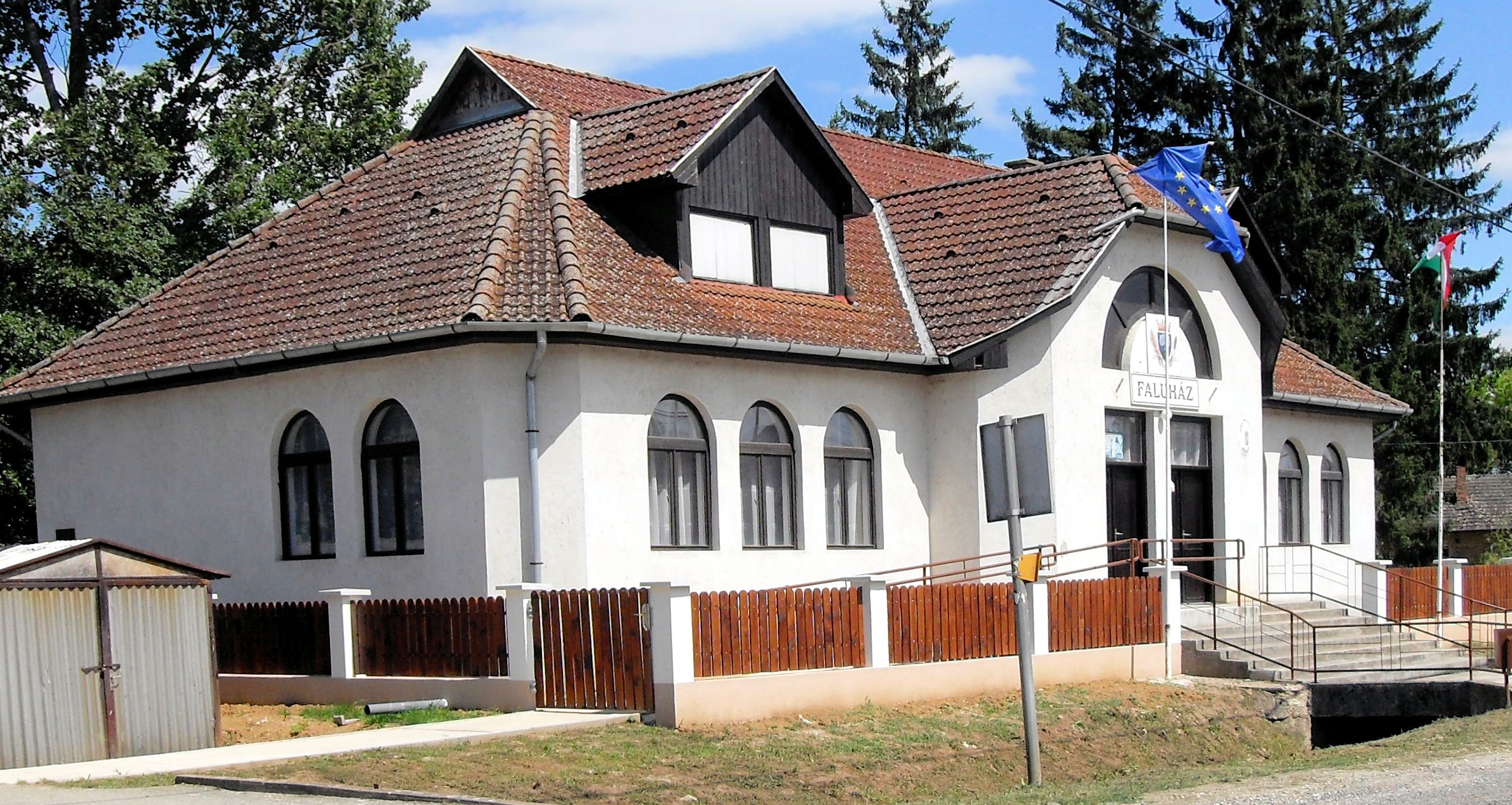
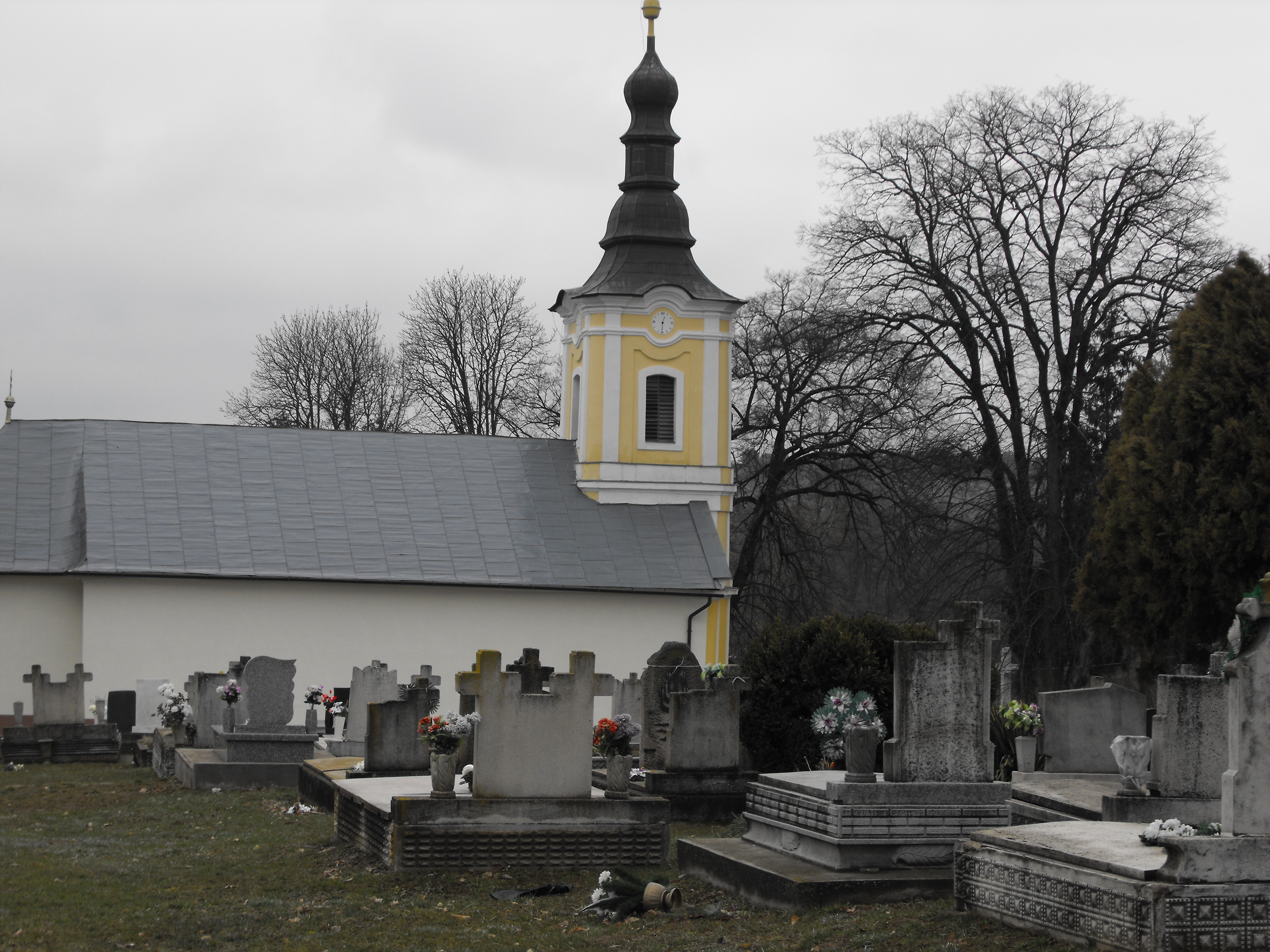